# 復興路駅 (杭州市)
復興路駅（ふっこうろえき）は、中華人民共和国浙江省杭州市上城区復興路と泮洋路の交差点に位置する杭州地下鉄4号線の駅。

## 歴史
- 2018年1月9日：開業[1]。

## 駅構造
島式ホーム1面2線を有する地下駅。

### のりば

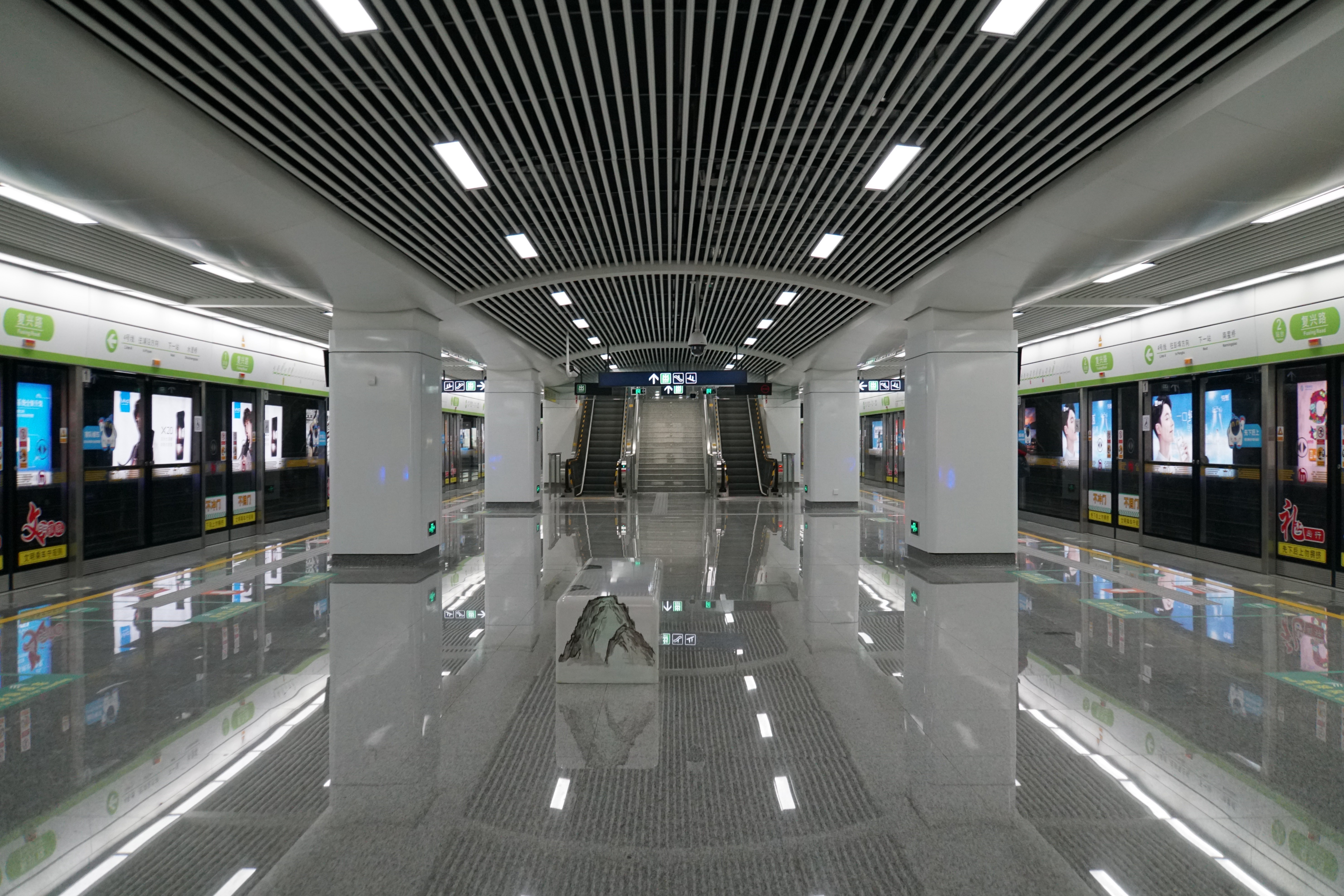
ホーム

| 路線    | 方向 | 行先                 |
| ------- | ---- | -------------------- |
| ■ 4号線 | 下り | 浦沿方面             |
| ■ 4号線 | 上り | 火車東站・池華街方面 |

（出典：杭州地下鉄:站内空间示意图）

## 駅周辺
- 杭州市清河実験学校
- 海月花園
- 金棕櫚花園
- 復興北苑
- 復興南苑

## 隣の駅
杭州地下鉄
■ 4号線
水澄橋駅 - 復興路駅 - 南星橋